# Jean Negulesco
Jean Negulesco, nascido como Ioan Negulescu (Craiova, 29 de fevereiro de 1900  — Marbella, 18 de julho de 1993) foi um argumentista e realizador de cinema romeno, nacionalizado estado-unidense.

## Biografia
Nascido no ano de 1900, Negulesco frequentou o Colégio Nacional Carol I de Craiova. Em 1915, mudou-se para Viena, e depois para Bucareste em 1919, onde trabalhou como pintor, antes de tornar-se um decorador de palco em Paris. Em 1927, viajou para Nova Iorque para uma exposição artística de suas pinturas, onde estabeleceu-se. Mudou-se para Califórnia, onde trabalhou como retratista.
Em 1934 entra para a indústria cinematográfica, onde começou por trabalhar como artista de sketches, e, em seguida, como produtor e realizador da segunda unidade. É no final da década de 1930 que Negulesco torna-se realizador e argumentista. Fez sua reputação na Warner Brothers realizando curtas-metragens.
A primeira longa-metragem de Negulesco como realizador foi Singapore Woman (1941). Em 1948 ele foi nomeado ao Óscar de melhor realizador pelo filme Johnny Belinda. Em 1955, ganhou o BAFTA de melhor filme pela obra How to Marry a Millionaire. Seu filme de 1959, The Best of Everything, esteve na lista dos 50 Melhores Filmes Cult de Todos os Tempos da Entertainment Weekly.
No final da década de 1960, Negulesco viveu em Marbella, em Espanha, onde faleceu aos 93 anos por insuficiência cardíaca.
Durante a sua carreira em Hollywood e sua autobiografia de 1984, Things I Did and Things I Think I Did, Negulesco afirma ter nascido no dia 29 de fevereiro de 1900. 
Negulesco tem uma estrela no Passeio da Fama, em Hollywood Boulevard, n.º 6200.

## Filmografia
- Singapore Woman (1941)
- The Gay Parisian (1941)
- United States Marine Band (1942)
- Cavalcade of Dance (1943)
- Women at War (1943)
- The Mask of Dimitrios (1944)
- The Conspirators (1944)
- Three Strangers (1946)
- Nobody Lives Forever (1946)
- Humoresque (1946)
- Deep Valley (1947)
- Road House (1948)
- Johnny Belinda (1948)
- The Forbidden Street (1949)
- Under My Skin (1950)
- Three Came Home (1950)
- Take Care of My Little Girl (1951)
- The Mudlark (1951)
- Lydia Bailey (1952)
- Lure of the Wilderness (1952)
- Phone Call from a Stranger (1952)
- Scandal at Scourie (1953)
- Titanic (1953)
- How to Marry a Millionaire (1953)
- Three Coins in the Fountain (1954)
- Woman's World (1954)
- The Rains of Ranchipur (1955)
- Daddy Long Legs (1955)
- The Dark Wave (1956)
- Boy on a Dolphin (1957)
- A Certain Smile (1958)
- The Gift of Love (1958)
- Count Your Blessings (1959)
- The Best of Everything (1959)
- Jessica (1962)
- The Pleasure Seekers (1964)
- Hello-Goodbye (1970)
- The Invincible Six (1970)